# Trójkąt letni

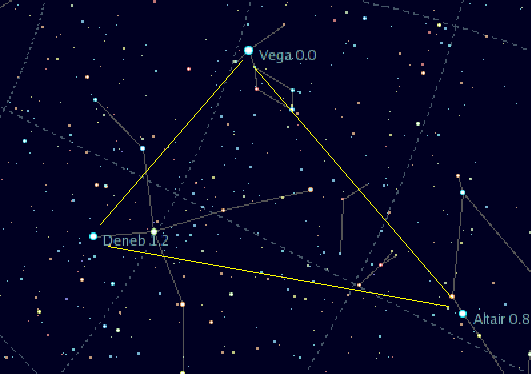
Trójkąt letni

Trójkąt letni – asteryzm złożony z trzech jasnych gwiazd, charakterystyczny dla nieba letniego, który  na półkuli północnej można obserwować aż do późnej jesieni.
Trójkąt letni tworzą gwiazdy:
- Altair w gwiazdozbiorze Orła
- Deneb w gwiazdozbiorze Łabędzia
- Wega w gwiazdozbiorze Lutni